# خوان مانوئل کاراسکو
خوان مانوئل کاراسکو (انگلیسی: Juan Manuel Carrasco؛ زادهٔ ۲۴ دسامبر ۱۹۷۶) وکیل و سیاستمدار اهل پرو است، که هم‌اکنون به‌عنوان وزیر دفاع پرو فعالیت می‌کند.